# Metiș
Metiș – wieś w Rumunii, w okręgu Sybin, w gminie Mihăileni. W 2011 roku liczyła 316 mieszkańców.